# Nominor Leo
Nominor Leo es una pintura al óleo sobre lienzo del pintor Jean-Léon Gérôme, realizada en 1883. Forma parte de la colección del museo Georges Garret de Vesoul ya que fue donada por el artista en 1885.

## Descripción
El cuadro representa un león acostado que parece estar dormido, mientras que en realidad mira hacia adelante, donde se encuentra el espectador.  En la parte superior derecha aparece un escudo de armas con un león rampante sosteniendo una paleta, rematado por una corona real y sostenido por una divisa en la que aparece el nombre de la propia obra.
El nombre del cuadro significa "Me llamo León" en latín: es probable que Jean-Léon Gérôme esté haciendo un juego de palabras entre su segundo nombre (Léon) y el nombre del animal representado. Cuando el artista de Vesoul realizó esta obra, era uno de los mejores y más aclamados pintores franceses de la época, por lo que se piensa que aquí Gérôme se compara con el animal que la tradición proclama el "rey de los animales". El león es un tema presente en otras obras del artista, como Las dos majestades de 1884.